# Oberbau (Eisenbahn)

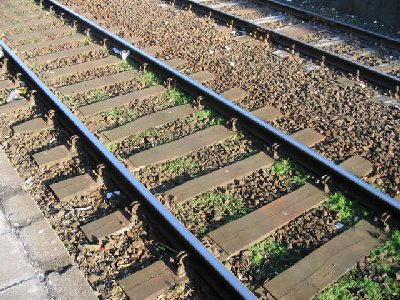
Schotteroberbau mit Holzschwellen

Der Oberbau oder Gleiskörper einer Eisenbahnstrecke besteht aus der Bettung und den darauf liegenden Gleisen. Der Unterbau bildet die feste Unterlage für den Oberbau, indem er Höhenunterschiede des Geländes durch Dammschüttungen, Einschnitte oder Kunstbauwerke wie Brücken oder Tunnel ausgleicht.
Der Oberbau und insbesondere die Bettung dient der Aufnahme und Verteilung der Kräfte, die durch Masse, Beschleunigung, Sinuslauf, Geschwindigkeit der Schienenfahrzeuge sowie thermische Belastungen durch Witterung entstehen.
Von der Funktionsfähigkeit des Ober- und Unterbaus hängen unter anderem die zulässige Höchstgeschwindigkeit einer Strecke und die zulässige Achslast der Fahrzeuge ab, so werden bei Mängeln im Oberbau aus Sicherheitsgründen Langsamfahrstellen eingerichtet.

## Oberbauelemente

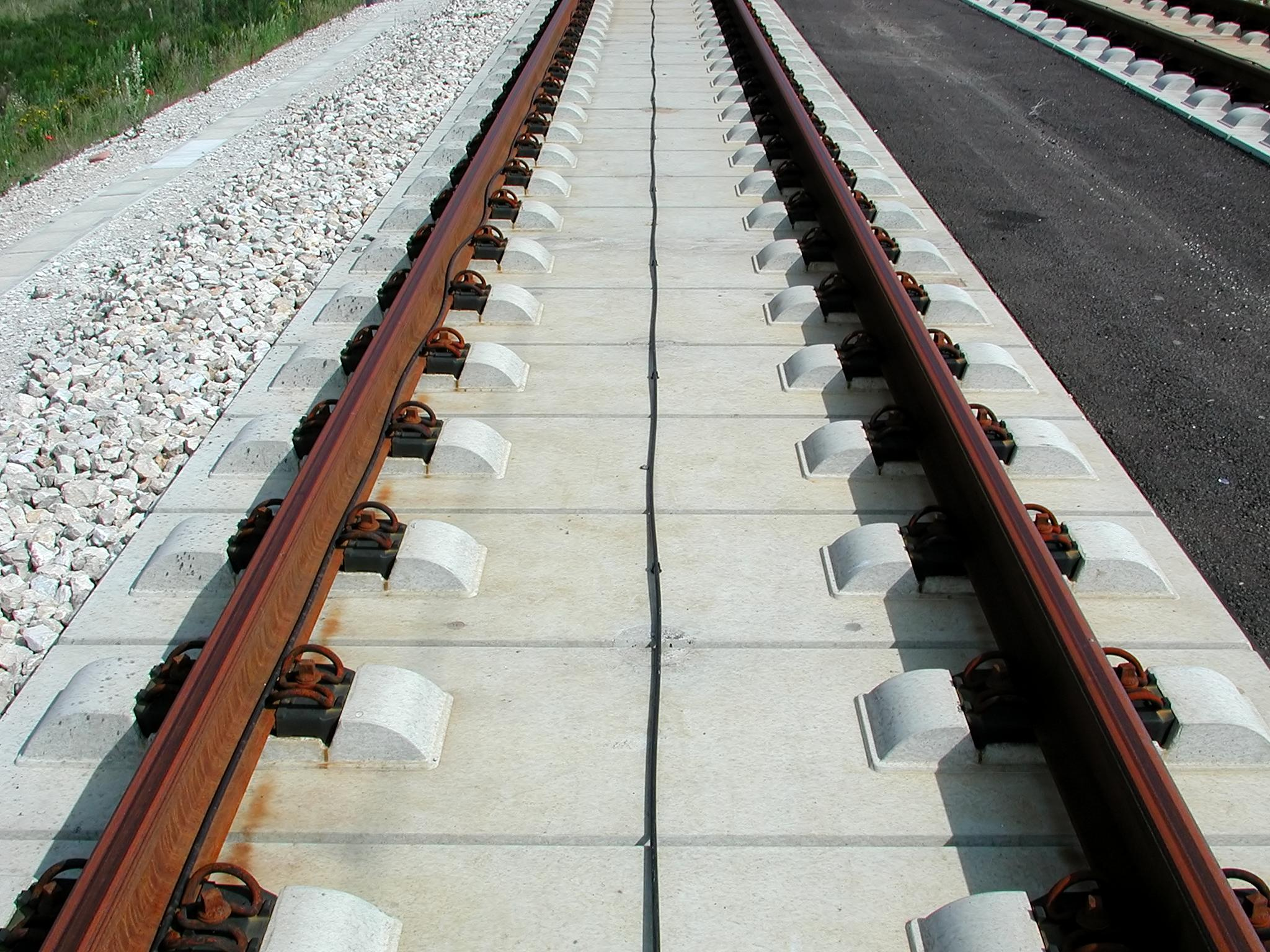
Feste Fahrbahn auf der Schnellfahrstrecke Nürnberg–Ingolstadt; System Bögl

Der Oberbau besteht aus den Elementen
- Schienen,
- Schienenunterstützung, i. d. R. Schwellen,
- Schienenbefestigungsmittel,
- Schienenverbindungsmittel, und
- Gleisbettung, Schotter oder die festen Tragschichten einer festen Fahrbahn.

Die Schienen bilden zusammen mit der Schienenunterstützung, den Schienenbefestigungs- und Schienenverbindungsmittel das Gleis.

### Schienen
Die Schienen bilden die Fahrbahn, sie übernehmen die Aufnahme und Ableitung der statischen und dynamischen Kräfte der Radsätze und die Führung der Räder.

### Schienenunterstützung
Die Schienenunterstützung ist entweder als Querschwellen, Langschwellen, Einzelstützpunkte, Rahmen oder Platten ausgeführt. Die heute am häufigsten eingesetzte Schienenunterstützung sind quer zur Fahrtrichtung liegende Querschwellen, die auf damit gleichzeitig die Einhaltung der Spurweite gewährleisten. Sie bestehen heute in der Regel aus Spannbeton, aber oft noch aus Holz oder Stahl, tragen die Schienen und leiten die einwirkenden Kräfte in die Gleisbettung ab.
Neben der Unterschwellung mittels Querschwellen sind Langschwellen bekannt. Diese werden unter beiden Schienen in Längsrichtung eingebaut und erfordern zusätzliche Spurhalter für die Sicherung der Spurweite. Langschwellen wurden unter anderem auf den Breitspurstrecken der britischen Great Western Railway verwendet, jedoch setzten sie sich nicht dauerhaft durch. Im 19. Jahrhundert gab es auch Versuche mit direkt in der Bettung zu verlegenden Sattel- und Trägerschienen, die ohne Schwellen auskommen sollten. In Großbritannien, Frankreich und den USA wurden sie auch auf langen Strecken eingebaut, doch hielten sie sich nicht lange. Ein generelles Problem aller Oberbauformen mit Langschwellen ist die Flächenpressung, die die Entwässerung des Raumes zwischen den Schienen erschwert. 
Bei Festen Fahrbahnen ist die Schienenunterstützung in die Fahrbahnplatte integriert.

### Schienenbefestigungsmittel
Auf der Schienenunterstützung werden die Schienen durch Schienenbefestigungsmittel gehalten. Diese werden auch Kleineisen genannt. Sie dienen zur Übertragung aller Kräfte und Momente aus den Schienen auf die Schienenunterstützung. Hierfür müssen sie bei gleichzeitig elastischem Verhalten einen hohen Widerstand gegen Verdrehen und Durchschieben der Schienen bieten. Dabei darf jedoch der Schienenquerschnitt nicht geschwächt werden. Aus Aspekten der Wirtschaftlichkeit müssen die Schienenbefestigungsmittel des Weiteren einfach zu montieren, demontieren und zu inspizieren sein sowie einen geringen Materialaufwand aufweisen.
Im einfachsten Fall sind dies in die Holzschwellen geschlagene Schienennägel, deren eine Flanke des T-Kopfs über eine Kante des Schienenfußes ragt. Aktuell werden i. d. R. elastische Systeme von Gewindebolzen, Muttern und Klemmen verwendet. In Deutschland gängige Befestigungsverfahren sind der Oberbau W bei neueren Betonschwellen, bei Holz-, Stahl- und älteren Betonschwellen eine Variante des Oberbaus K. Historisch bedeutsam ist der 1925 entwickelte Reichsbahnoberbau. 

### Schienenverbindungsmittel
Die Verbindung zweier Schienen in Längsrichtung an ihren zusammenstoßenden Enden (»Schienenstoß«) erfolgt mit lösbaren Verbindungselementen (z. B. Laschen) oder unlösbare Verbindungen (z. B. Schienenschweißungen). Je nach Ausführung der Schienenverbindungen unterscheidet man zwischen Stoßlückengleisen und durchgehend geschweißtem bzw. lückenlosen Gleisen. Die Schienenverbindungen müssen eine ebene Fahrbahn gewährleisten und die Kräfte und Momente zwischen den Schienen übertragen können.

### Gleisbettung
Die Gleisbettung dient als Unterlage des Gleises und zur Ableitung und Verteilung der Kräfte in den Unterbau. Die Bettung besteht heute in der Regel aus Schotter. Das Schotterbett ist elastisch und hilft, sowohl statische als auch dynamische Belastungen gleichmäßig auf den Unterbau zu übertragen. Hierdurch wird auch eine relativ gute Geräuschdämmung sowie die Aufnahme von Schwingungen, die durch den Sinuslauf fahrender Züge entstehen, gewährleistet. Elastizität und Lagesicherheit sind aber nur sicherzustellen, wenn der Unterbau tragfähig und der Schotter sauber und wasserdurchlässig ist. Beides bedingt einen gewissen und regelmäßigen Instandhaltungsaufwand. Des Weiteren ist beim Schotteroberbau die gute Regulierbarkeit und die einfache Anpassbarkeit bei Änderungen vorteilhaft. Das Schotterbett lässt sich dadurch mit einfachen Mitteln instand halten. Weiterhin führt die Schotterbettung die in gemäßigten Zonen (u. a. Europa, Nordamerika) üblichen Niederschlagsmengen in den Boden ab. Nachteilig ist, dass bei Hochgeschwindigkeitsfahrten Schotter vom Luftzug des fahrenden Zuges aus der Gleisbettung hochgerissen werden kann („Schotterflug“) und eine Gefahr für in der Nähe befindliche Menschen und Tiere sowie für die Technik darstellt.
Die Gleisbettung kann auch als Feste Fahrbahn gefertigt werden, bei der die Schienen direkt auf aus Beton oder Asphalt bestehenden, festen Tragplatten befestigt werden. Der Oberbau aus Beton wird vor allem bei modernen Schnellfahr- und Hochgeschwindigkeitsstrecken verwendet, während Oberbauarten auf Asphaltbasis vor allem bei straßenbündigen Straßenbahnstrecken eingesetzt werden. Ein festes Gleisbett benötigt als zusätzliches Oberbauelement eine Schallisolierung in Form von Isoliermatten.
Auf geringbelasteten Nebenbahnen wurde in der Vergangenheit auch Kiesbettung angewendet. Diese ist preisgünstiger, doch Lagestabilität und Tragfähigkeit fallen gegenüber dem Schotteroberbau deutlich ab.

## Bauarten
Die Bauart des Oberbaus, kurz Oberbauart oder früher Oberbauform genannt, bezeichnet die Art der konstruktiven Gestaltung, d. h. die Kombination der Oberbauelemente des Gleises. Eisenbahninfrastrukturunternehmen definieren zulässige Kombinationen bestimmter Schienenformen, Schienenunterstützungen und Schienenbefestigungsmittel. Diese werden häufig in sogenannten Regelzeichnungen dargestellt.
Die Gesamtheit der konstruktiven Gestaltung des Oberbaus einer Eisenbahnstrecke wird als Oberbauanordnung bezeichnet. Diese kennzeichnet die gesamte konstruktive Gestaltung bezogen auf eine bestimmte Gleislänge und umfasst neben der Oberbauart auch die Angabe der Schienenstoßart, der Schienenlänge, der Schwellenanzahl sowie der Bettungsart. Dabei bestehen Einschränkungen bezüglich der Kombinierbarkeit der einzelnen Elemente des Oberbaus. So kann beispielsweise die Schienenbefestigung W nicht mit Holzschwellen kombiniert werden.
Bei den Oberbauanordnungen kann heute im Wesentlichen zwischen Schotteroberbau und der Festen Fahrbahn unterschieden werden.

### Schotteroberbau
Der Schotteroberbau (kurz SchO) ist gekennzeichnet durch eine ungebundene Bettung aus Schotter.

### Feste Fahrbahn
Bei der Festen Fahrbahn (kurz FF), auch schotterloser Oberbau genannt, wird das ungebundene Schotterbett durch eine gebundene bzw. abgestuft gebundene Tragschicht ersetzt. Es handelt sich dabei um eine lastverteilende Tragplatte aus Beton oder Asphalt.

### Bezeichnung
Für die Bezeichnung von Oberbauanordnungen nutzen Eisenbahninfrastrukturunternehmen häufig Kurzbezeichnungen (auch als Oberbauformel bezeichnet). Beispiele:
- Deutsche Reichsbahn:[3]{\displaystyle K49Hh{Br+45 \over 30}Sch} Bedeutung: Lückiges Gleis mit Schienenbefestigung K (Klemmplatten), Schienenform S49, Hh = Hartholzschwellen, Br = feste Stoßanordnung auf Breitschwelle, 45 Mittelschwellen bei einer Schienenlänge von 30 m, Sch = Gleisschotter

- Deutsche Reichsbahn:[3]{\displaystyle K65BS66I-1640-Sch} Bedeutung: Lückenloses Gleis mit Schienenbefestigung K, Schienenform R65, Betonschwelle BS66I (Isoliert), 1640 Schwellen auf 1000 m Gleis in Gleisschotter

- Deutsche Bahn:[2]{\displaystyle W14K-60-B70-1667} Bedeutung: Lückenloses Gleis mit Schienenbefestigung W, Spannklemme Skl 14, Winkelführungsplatte aus Kunststoff, Schienenform UIC60, Betonschwelle B70 mit 1667 Schwellen auf 1000 m Gleis; bei der Deutschen Bahn wird die Bettungsart nicht angegeben, da sie aus der Schwellenart folgt

## Instandhaltung
Der Oberbau benötigt regelmäßige Instandhaltungsarbeiten, um den definierten Sollzustand zu bewahren, damit dieser seine Aufgaben erfüllen kann. Unzureichende Instandhaltung lässt die Belastbarkeit des Oberbaues sinken, wodurch Einschränkungen im Betrieb, wie beispielsweise die Einrichtung von Langsamfahrstellen, notwendig sind.
Der Begriff Instandhaltung wird in die Grundmaßnahmen Wartung, Inspektion, Instandsetzung und Verbesserung strukturiert.

### Wartung

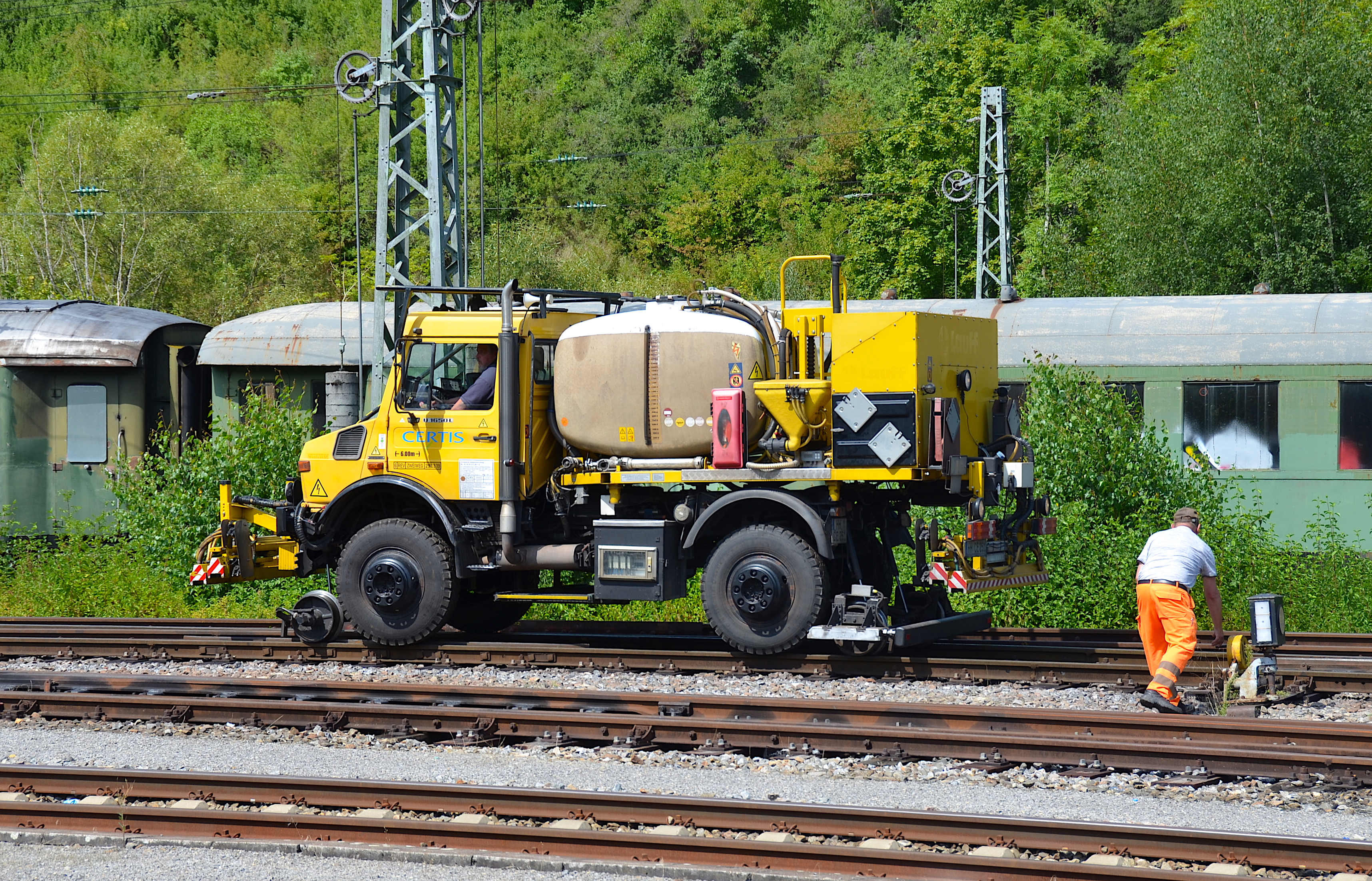
Zweiwegefahrzeug zur Vegetationsbekämpfung

Moderne Oberbausysteme sind sehr wartungsarm. Beispiele für Wartungsarbeiten sind:
- Weichen und/oder Schienen schmieren
- Vegetationskontrolle
- Schienenpflege

Die beweglichen Teile der Weichen müssen regelmäßig geschmiert werden, um sie leichtgängig und den Verschleiß der Weichenverschlüsse in Grenzen zu halten. Nachteilig ist der Eintrag der Schmierstoffe in die Bettung. Neu einzubauende oder zu sanierende Weichen erhalten in der Regel Zungenrollvorrichtungen, die das Schmieren der Gleitstuhlplatten überflüssig machen.
Die Fahrkanten der Schienen werden teilweise in engen Bögen geschmiert, um ebenfalls den Verschleiß zu verringern.
Ein Anstreichen der Schienen mit weißer Farbe kann die Schienentemperatur um 6 bis 10 Grad senken.
Ziel der Vegetationskontrolle des Oberbaus ist das Hochkommen von Pflanzenbewuchs in der Gleisbettung zu unterbinden. Dazu werden heute häufig Herbizide durch Unkrautzüge ausgebracht.
Unter der eigentlichen Schienenpflege sind Maßnahmen, wie beispielsweise die Reinigung der Schienenköpfe von Verschmutzungen, zu verstehen. Eine Reinigung der Schienenköpfe ist insbesondere im Herbst von Laub etc. notwendig. Auch Rillenschienen und Spurrinnen an Bahnübergängen müssen von Sand und anderen Verschmutzungen gereinigt werden.

### Inspektion
Durch Inspektionen wird der Ist-Zustand des Oberbaus festgestellt und beurteilt. Maßnahmen im Rahmen von regelmäßig stattfindenden Inspektionen sind:
- Messfahrten mit Gleismesswagen
- Handmessungen
- Streckenfahrten
- Begehungen, früher durch Streckenwärter

Die früher regelmäßig anzutreffenden Streckenwärter, welche teilweise mehrmals täglich den ihnen zugewiesenen Streckenabschnitt zu kontrollieren hatten, werden heute nur noch auf besonders zu überwachenden Strecken, beispielsweise im Hochgebirge eingesetzt. Die Einführung durchgehend geschweißter, lückenloser Gleise mit elastischen Schienenbefestigungen und ohne gelaschte Schienenstöße hat die tägliche Überwachung entbehrlich gemacht.
Heute werden in Abhängigkeit von der Streckengeschwindigkeit und der Streckenbelastung in größeren Intervallen Streckenbegehungen bzw. Gleisbegehungen durchgeführt. Im Bereich der DB Netz finden diese alle drei bis vierzehn Monate statt. Ergänzt werden diese auch durch Inspektionsfahrten mit Schwerkleinwagen oder Mitfahrten auf Triebfahrzeugen. Zusätzliche Kontrollen erfolgen bei Bauarbeiten und bei besonders hohen Temperaturen.
Bei Geometriemessfahrten wird die Gleislage vermessen, um den geometrischen Zustand des Oberbaus zu beurteilen. In Abhängigkeit von der Streckengeschwindigkeit und der Streckenbelastung finden bei DB Netz alle zwei bis 24 Monate solche Messfahrten statt.
Zur frühzeitigen Erkennung von Schienenfehlern werden heutzutage die Hauptstrecken regelmäßig mit Ultraschall-Messwagen abgefahren. Weichen und Kreuzungen werden in Abhängigkeit der zulässigen Höchstgeschwindigkeit oberbauseitig ebenfalls in festen Intervallen händisch und mit Ultraschall-Messgeräten geprüft. Aufgrund der geringen Toleranzen erfordern die Leit- und Rillenweiten in den Herzstückbereichen besondere Aufmerksamkeit. Die Weichenverschlüsse sowie Antriebs- und Übertragungsteile von Weichen und Kreuzungen mit beweglichen Doppelherzstückspitzen werden zusätzlich sicherungstechnisch inspiziert.

### Instandsetzung
Die Instandsetzung beinhaltet alle Maßnahmen um den Soll-Zustand wiederherzustellen. Typische Instandsetzungsmaßnahmen sind:
- Beseitigung von Einzelfehlern
- Stopf- und Richtarbeiten, früher von Hand, heute maschinell mit Gleisstopfmaschinen
- Schienenschleifarbeiten
- Umbau von Schwellen und/oder Schienen
- Reinigung, Austausch oder Ergänzung der Bettung

Während die Instandsetzung in der Vergangenheit von Hand ausgeführt wurde, werden heute überwiegend Gleisbaumaschinen eingesetzt.

#### Schwellen

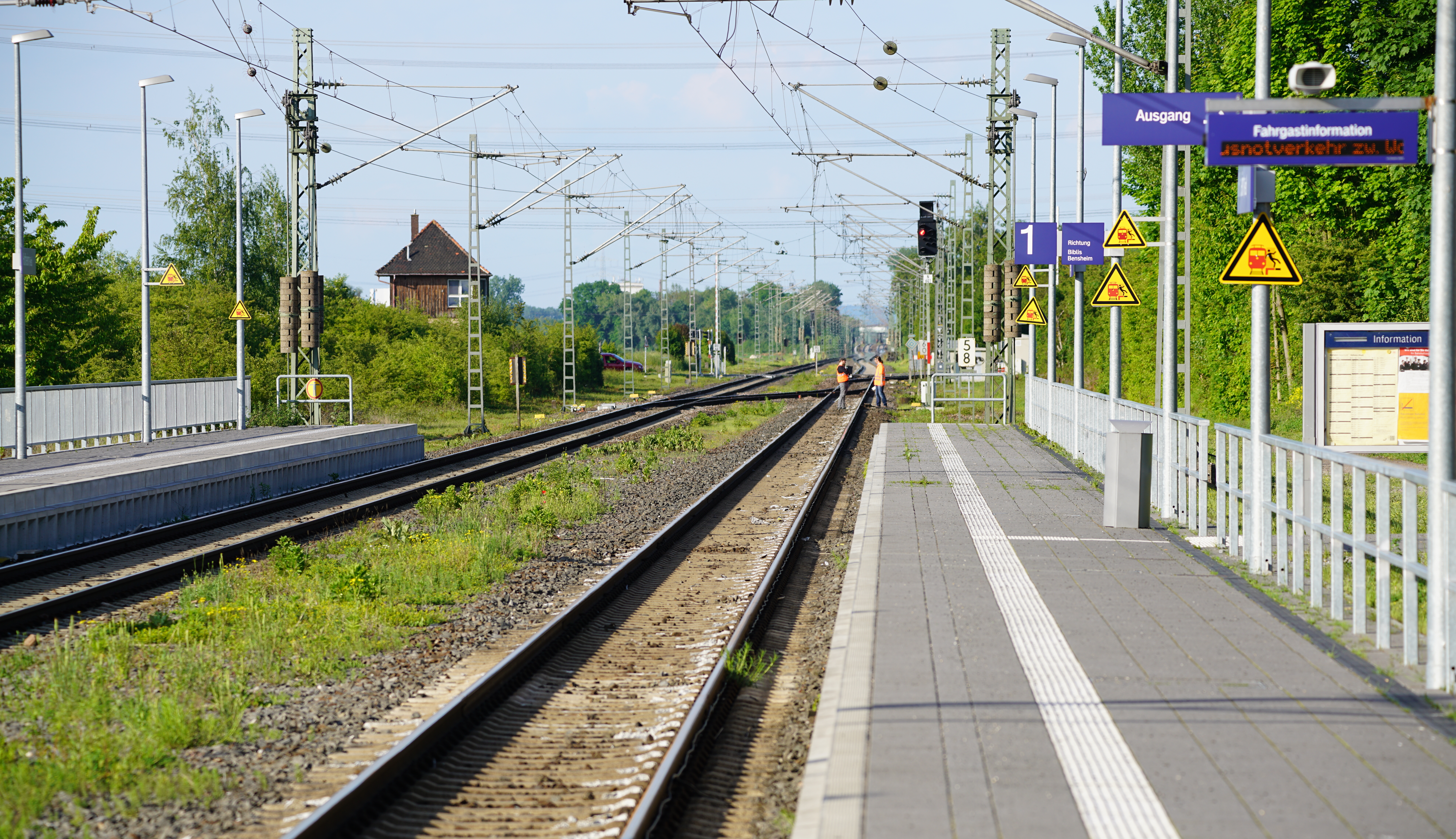
Folgen für den Oberbau nach der Fahrt eines Güterzugs mit einem entgleisten Wagen im Bahnhof Hofheim (Ried) auf der Bahnstrecke Darmstadt–Worms: Zerstörte Bahnschwellen können dafür sorgen, dass der betroffene Bereich als unbefahrbar erklärt wird.

Ist der Zustand der Schwellen schlechter als der der Schienen, ist ein reiner Schwellenwechsel notwendig. Dieser findet heute in der Regel maschinell statt, jedoch insbesondere bei Einzelfehlern werden Schwellen auch heute noch von Hand gewechselt.
Holzschwellen beginnen auch bei bester Imprägnierung nach einiger Zeit zu verrotten und bieten dann keine stabile Unterlage mehr für die Schienen. Sie kommen daher nur selten auf mehr als 25 Jahre Liegezeit. In besonderen Umgebungen, beispielsweise in feuchten Tunneln, kann die Liegedauer auch wesentlich kürzer sein. Wenn die Befestigungsmittel in morschen Schwellen keinen Halt mehr finden, kann es zu Spurerweiterungen kommen, die sogar zu Entgleisungen führen können.
Auch Stahl- und Betonschwellen altern und müssen deshalb beizeiten ersetzt werden. Bei Betonschwellen bildeten lange die Holzdübel für die Befestigung der Unterlags- oder Rippenplatten einen Schwachpunkt. Der Einsatz von Kunststoffdübeln erhöhte die mögliche Nutzungszeit deutlich. Der Dübelwechsel ist bei der Aufarbeitung der Schwellen im ausgebauten Zustand, bedarfsweise auch im liegenden Gleis möglich.
Neuere Entwicklungen, zum einen die Y-Stahlschwelle für den normalen Oberbau, zum anderen die Stahl-Brücken-Schwelle (SBS), haben in Bezug auf Lagestabilität und Liegedauer deutliche Verbesserungen gebracht. Beide Systeme sind so konzipiert, dass eine lange Liegedauer und geringer Durcharbeitungszeitraum zu erwarten ist. Y-Stahlschwellen erfordern jedoch besondere Stopfmaschinen mit in Längsrichtung verschiebbaren oder seitenweise unabhängigen Stopfaggregaten.

#### Schienen
Auch die Schienen selbst müssen regelmäßig ausgewechselt werden, denn die Verkehrsbelastung führt zu einem Materialverlust an der Fahrfläche und gewisse Abnutzungen und Fehler kann man nicht mehr durch Bearbeiten mit Schienenschleif- oder -fräsmaschinen beheben. Zudem verursacht das Bearbeiten der Schienenfahrflächen ebenfalls einen Materialverlust. Die Liegezeit der äußeren Schienen in den Kehrtunneln der Gotthardbahn beträgt beispielsweise rund drei Jahre. Auch das Schleifen lässt sich nur wenige Male durchführen, weil bestimmte Mindestmaße des Schienenkopfes nicht unterschritten werden dürfen. Auch können durch die dauernde Wechselbelastung der Schiene Haarrisse entstehen, die – wenn sie nicht rechtzeitig erkannt werden – zu Schienenbrüchen führen können.

#### Bettung

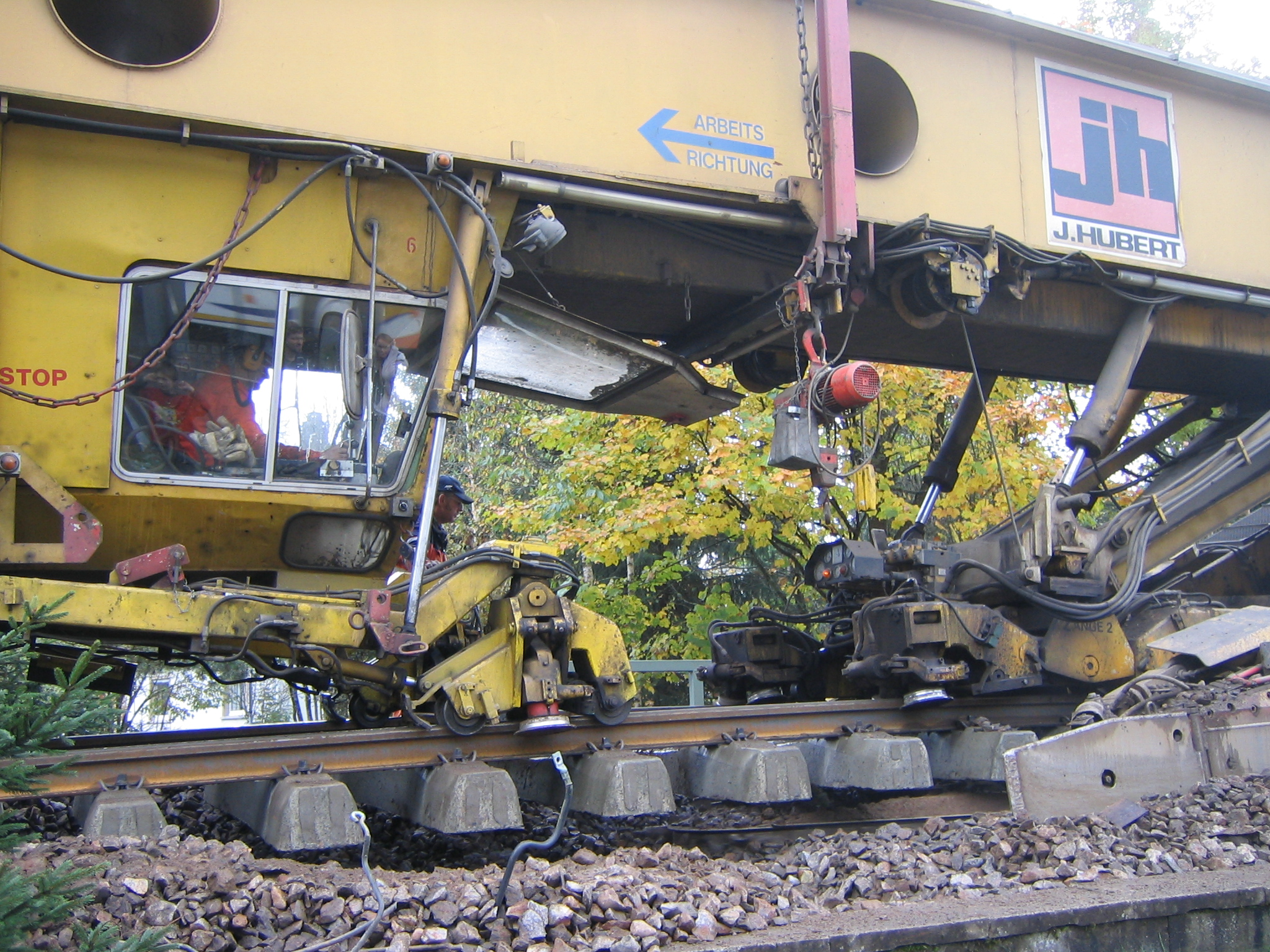
Eine Bettungsreinigungsmaschine im Netz der Deutschen Bahn, im Bild die Hebeeinrichtung für den Gleisrost und darunter die Aushubkette

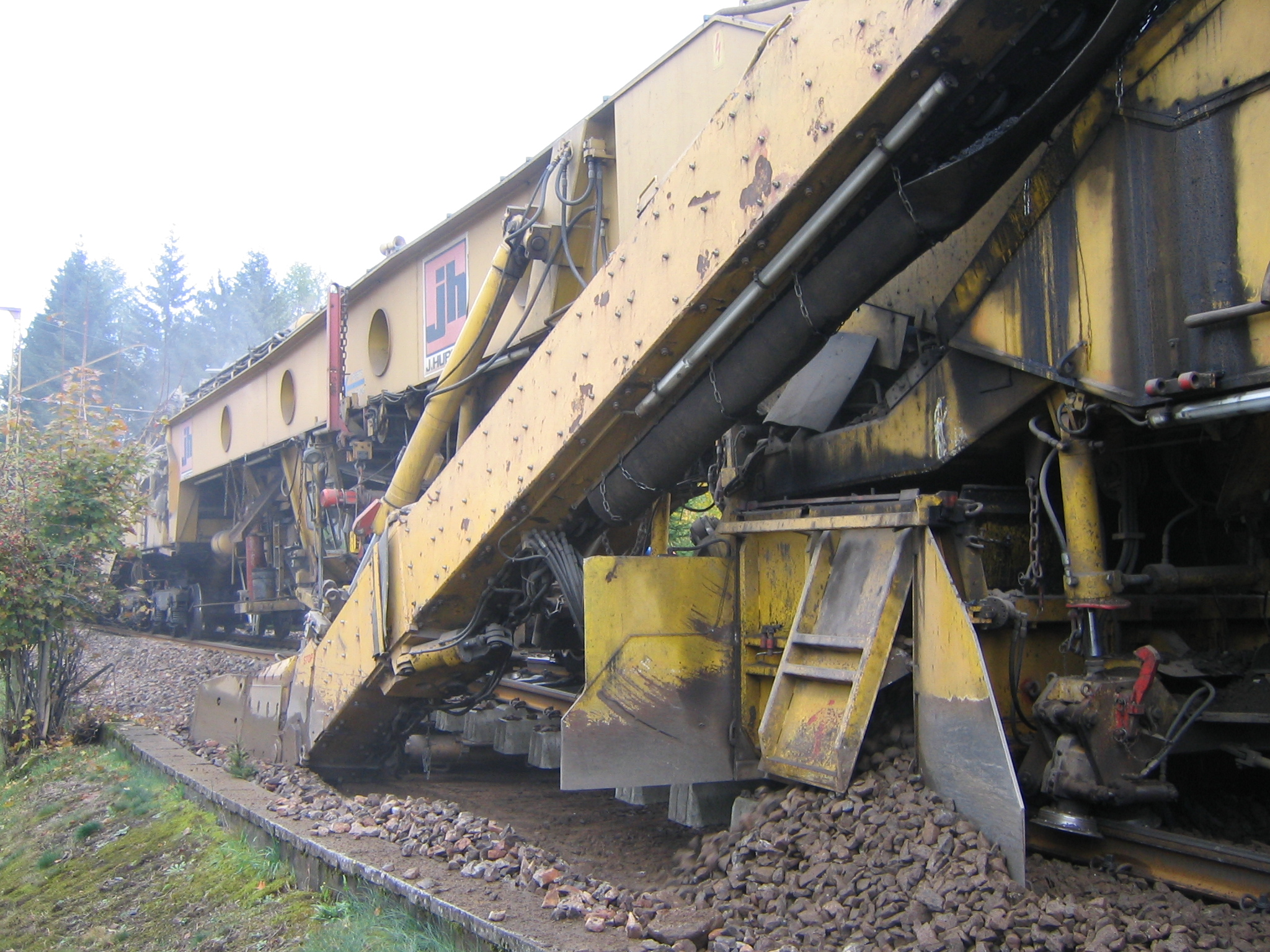
Unter der Aushubkette wird der Gleisrost wieder mit gereinigtem Schotter verfüllt

Auch die Bettung bedarf der Pflege, weil ihre Tragfähigkeit und Festigkeit aufgrund von Verschmutzungen und Nässe abnimmt. Mit der Zeit erhöht sich der Verschmutzungsgrad, u. a. durch:
- Schotterabrieb aufgrund der dynamischen Verkehrslasten
- Abrieb von Schienen, Rädern, Bremsen und Oberleitungen
- Ladegut- und Betriebsstoffverluste (z. B. Kohlestaub)
- Bewuchs durch Pflanzen sowie der durch sie festgehaltene Humus
- Aufsteigender Schlamm aus dem Unterbau kann durch die Schotterbettung aufgrund der Bewegung durch Schienenfahrzeuge hochgepumpt werden

Mit zunehmendem Verschmutzungsgrad wird zudem das Abfließen von Oberflächenwasser behindert, was wiederum die Festigkeit des Schotterbettes negativ beeinflusst. Zuletzt verliert der Schotter durch seine Bewegung die scharfen Kanten und wandert dann unter den Schwellen nach außen.
Durch entsprechende Instandhaltungsmaßnahmen wird Sorge getragen, dass
- stets ein einwandfreies Abfließen von Regenwasser gewährleistet ist,
- das Schotterbett durch genügend innere Hohlräume elastisch bleibt und
- die Schottersteine sich durch scharfe Kanten zu einer stabilen Unterlage verkrallen.

Zur Instandsetzung werden deshalb folgende Maßnahmen gesetzt:
- Abgewanderter Schotter wird durch neuen ergänzt, der bei einem Stopfgang mit Stopfmaschinen eingebracht wird (dabei wird der Schotter sozusagen unter die Schwellen „gestopft“; tatsächlich ist der Vorgang ein Einrütteln). Im Schweizer Fachjargon heißt dieses Stopfen Grampen und die Maschine dazu Gleisstopfmaschine, Gramper oder Grampgerät.[7]
- Wenn der Schotter entweder stark verunreinigt ist, also kaum noch Hohlräume enthält, oder stark abgerieben ist, ist eine Bettungsreinigung oder ein Vollaustausch des Schotters nötig.

Die Zeitdauer bis zu einer Durcharbeitung des Schotterbetts ist stark von der Belastung und der gewünschten Lagestabilität abhängig. Dabei wird in der Regel versucht, den vorhandenen Schotter mit Bettungsreinigungsmaschinen zu reinigen und wieder einzubringen, um den Bedarf an neuem Schotter möglichst gering zu halten.

### Verbesserung
Im Rahmen einer Verbesserung wird der Einbau eines Oberbausystems mit einem höheren Ausrüstungsstandard verstanden. Dies wird in der Regel während eines Umbaus durchgeführt. Verbesserungen werden häufig bei Ausbaustrecken durchgeführt.

## Zulassung
In der Regel müssen neu entwickelte Oberbauarten, Oberbauelemente/Bauteile und gegebenenfalls Bauverfahren des Oberbaus zunächst durch Komponenten- oder Großversuche im Labor getestet werden, bevor sie zur Zulassung und Erprobung unter Betriebsbedingungen in einem Gleis verwendet werden können. In Deutschland ist das Eisenbahn-Bundesamt (EBA) für die Zulassung bei den Eisenbahnen des Bundes und in den meisten Bundesländern auch bei den nichtbundeseigenen Eisenbahnen zuständig. Die Zulassung wird in Form eines Zulassungsbescheids erteilt, welcher in der Regel in den Nebenbestimmungen Auflagen und Bedingungen enthält, die insbesondere die Herstellung, geforderte Produkteigenschaften, Verwendung und Kennzeichnung betreffen. Der Hersteller wiederum bestätigt in einer Übereinstimmungserklärung die Bestimmungen der Zulassung. Das Bauprodukt ist durch ein sogenanntes Übereinstimmungszeichen, das EBA-U-Zeichen, zu kennzeichnen.
Man unterscheidet zwischen Zulassungen für die Betriebserprobung, (allgemeine) Zulassung, Zustimmung im Einzelfall (ZiE) und Typzulassung. Für die Zulassung für die Betriebserprobung ist zunächst der Nachweis der gleichen Sicherheit durch Laborversuche, Berechnungen und/oder Vergleiche mit bereits erprobten Bauteilen zu erbringen. Sie wird in der Regel befristet für fünf Jahre erteilt. Nach einer erfolgreichen Betriebserprobung kann die Zulassung, früher Allgemeine Zulassung genannt, erteilt werden. Während früher die Zulassung unbefristet erteilt wurde, wird sie heute in der Regel ebenfalls auf fünf Jahre befristet erteilt, um sie an einen eventuell veränderten Stand der Technik oder an geänderte Normen anpassen zu können. Nach Ablauf einer oder mehrerer befristeter Zulassungen soll das Bauteil oder eine Bauart in eine Norm oder Regelliste (z. B. DB-Richtlinie „Bauarten des Oberbaus für Gleise und Weichen“) aufgenommen werden. Dadurch kann eine weitere Zulassung durch das EBA entfallen. Die Zustimmung im Einzelfall wird für die einmalige Verwendung eines Bauproduktes oder eines Bauverfahrens erteilt, ist an einen bestimmten Einbauort gebunden, zeitlich unbefristet und nicht mit einer systematischen Betriebserprobung verbunden. Eine Typzulassung wird für bauliche Anlagen erteilt, die in gleicher oder ähnlicher Ausführung an mehreren Stellen errichtet werden sollen, sofern die Anlagen den bauaufsichtlichen Vorschriften bzw. den anerkannten Regeln der Technik entsprechen. Die Typzulassung wird in der Regel befristet für fünf Jahre erteilt.